# Acalolepta dentifera
Acalolepta dentifera es una especie de escarabajo longicornio del género Acalolepta, tribu Monochamini, subfamilia Lamiinae. Fue descrita científicamente por Aurivillius en 1927.
Se distribuye por Filipinas. Mide aproximadamente 11-18 milímetros de longitud.